# Лопча (река)
Лопча — река на Дальнем Востоке России, левый приток Нюкжи. Длина — 243 км, площадь водосборного бассейна составляет 3980 км².

## Гидрография
Исток — на склонах Олёкминского хребта в Забайкальском крае. Большей частью протекает по территории Амурской области. Течение медленное, русло широкое, сильно меандрирует, множество проток и стариц.
В верховьях реки в 1961 году был открыт минеральный источник Иньжяк, вода в котором по качеству близка к «Дарсунской», но с меньшим содержанием углекислого газа. Источник мало выражен на местности, но в осенне-зимний период проявляется в виде наледи. В среднем течении отрезок реки протяжённостью 60 км входит в гидрографическую сеть Лопчинского заказника.
Населённых пунктов на реке нет. Посёлок Лопча Тындинского района Амурской области стоит на правом берегу реки Нюкжа, напротив устья Лопчи.

## Гидроним
С эвенкийского: «лопча» — место, где просушивали на солнце мясо. Другие варианты: «лопчон» — рыбий хвост — река в своём течении раздваивается на две протоки, по форме напоминающей рыбий хвост; «лопча» — обрывистое ущелье, по дну которого течёт река.

## Данные водного реестра
По данным государственного водного реестра России относится к Ленскому бассейновому округу, речной бассейн реки — Лена, речной подбассейн реки — Олёкма, водохозяйственный участок реки — Олёкма от в/п с. Усть-Нюкжа до устья без р. Чара.
Код объекта в государственном водном реестре — 18030400312117200016048.

## Притоки
Объекты перечислены по порядку от устья к истоку.
- 14 км: Далыричи
- 17 км: Джипкоген
- 40 км: Атогок
- 47 км: река без названия
- 51 км: Анамджак
- 84 км: Кречики
- 89 км: река без названия
- 95 км: Лопчакан
- 110 км: Инъжяк
- 127 км: Секангра
- 130 км: река без названия
- 134 км: Мочакин
- 162 км: Амнуначи
- 168 км: река без названия
- 169 км: Дерпук
- 175 км: Сенангра
- 189 км: река без названия
- 195 км: река без названия
- 199 км: река без названия
- 204 км: река без названия
- 210 км: Ковоху

## Топографические карты
- Лист карты N-51-III. Масштаб: 1 : 200 000. Состояние местности на 1967—1983 год. Издание 1986 г.
- Лист карты N-51-IX. Масштаб: 1 : 200 000. Состояние местности на 1961-1982 год. Издание 1986 г.
- Лист карты N-51-VIII. Масштаб: 1 : 200 000. Указать дату выпуска/состояния местности.